# Manon Apithy-Brunet
Manon Apithy-Brunet (* 7. Februar 1996 in Lyon als Manon Brunet) ist eine französische Säbelfechterin.

## Erfolge
Manon Apithy-Brunet gab im Februar 2013 ihr internationales Debüt beim Grand-Prix-Turnier in Orléans und sicherte sich bereits ein Jahr darauf ihre ersten Medaillen bei Meisterschaften. Sie gewann sowohl bei den Europameisterschaften in Straßburg als auch bei den Weltmeisterschaften in Kasan die Silbermedaille im Mannschaftswettbewerb. Diesen Erfolg wiederholte sie bei den Europameisterschaften 2015 in Montreux und 2016 in Toruń. Außerdem nahm sie 2016 in Rio de Janeiro erstmals an den Olympischen Spielen teil. Im Einzel erreichte sie nach drei Siegen in Folge das Halbfinale, in dem sie der Russin Sofja Welikaja knapp mit 14:15 unterlegen war. Da sie anschließend auch das Gefecht um Bronze gegen die Ukrainerin Olha Charlan mit 10:15 verlor, verpasste sie knapp einen Medaillengewinn. Mit der Mannschaft schied Apithy-Brunet bereits in der ersten Runde gegen die italienische Mannschaft aus und beendete nach zwei weiteren Niederlagen den Wettbewerb auf dem achten und letzten Platz.
2017 belegte Apithy-Brunet bei den Weltmeisterschaften in Leipzig ebenso den dritten Platz in der Mannschaftskonkurrenz wie bei den Europameisterschaften 2017 in Tiflis. Während sie die Europameisterschaften 2018 in Novi Sad mit der Mannschaft ein weiteres Mal auf Rang drei beendete, wurde sie in Wuxi zusammen mit Cécilia Berder, Caroline Quéroli und Charlotte Lembach erstmals Weltmeisterin. Im Jahr darauf verpassten die Französinnen mit Apithy-Brunet die Titelverteidigung in Budapest als Zweite knapp. Bei den Europameisterschaften 2019 in Düsseldorf wurden sie zum dritten Mal in Folge Dritte. Apithy-Brunet gewann darüber hinaus dank ihres Finaleinzugs ihre erste Einzelmedaille und musste sich im Endkampf lediglich Olha Charlan geschlagen geben, womit sie Vizeeuropameisterin wurde.
Bei den 2021 ausgetragenen Olympischen Spielen 2020 in Tokio war Apithy-Brunet für zwei Wettbewerbe qualifiziert. Im Einzelwettbewerb gelangen ihr erneut drei Auftaktsiege. Im Halbfinale schied sie dann einmal mehr gegen eine Russin aus, diesmal mit 10:15 gegen Sofija Posdnjakowa. Gegen die Ungarin Anna Márton behielt sie anschließend aber mit 15:6 deutlich die Oberhand und sicherte sich ihren ersten olympischen Medaillengewinn. In der Mannschaftskonkurrenz bildete Apithy-Brunet mit Sara Balzer, Cécilia Berder und Charlotte Lembach ein Team. Mit 45:30 setzten sie sich in der Auftaktrunde gegen die US-amerikanische Équipe durch und im Halbfinale mit 45:39 gegen die italienische Mannschaft. Im Finale trafen die Französinnen auf die unter dem Namen „ROC“ antretende russische Mannschaft, der sie mit 41:45 unterlagen und letztlich als Zweite die Silbermedaille erhielten.
Bei den Olympischen Spielen 2024 in Paris gewann Apithy-Brunet die Goldmedaille im Einzel. Nach drei Auftaktsiegen besiegte sie im Halbfinale auch die Südkoreanerin Choi Se-bin mit 15:12. Im Finale traf sie auf ihre Landsfrau Sara Balzer, gegen die sie sich ebenfalls mit 15:12 durchsetzte. Mit der Mannschaft besiegten die Französinnen zunächst Algerien, unterlagen dann aber im Halbfinale Südkorea. Im Duell um Bronze verlor Apithy-Brunet mit Sara Balzer, Cécilia Berder und Sarah Noutcha gegen Japan mit 40:45 und verpasste als Vierte damit einen weiteren Medaillengewinn.
Apithy-Brunet hat einen Abschluss in Marketing von der EDHEC Business School. Ihr Vater Philippe Brunet spielte für Olympique Lyon in der Ligue 1. Im Oktober 2021 heiratete sie ihren Freund Boladé Apithy, der ebenfalls als Fechter international aktiv ist. Nach ihren Medaillengewinnen bei den Olympischen Spielen 2020 erhielt sie das Ritterkreuz des Ordre national du Mérite. Für ihren Olympiasieg 2024 erhielt sie das Ritterkreuz der Ehrenlegion.